# ゲイル・イヴァルセイ

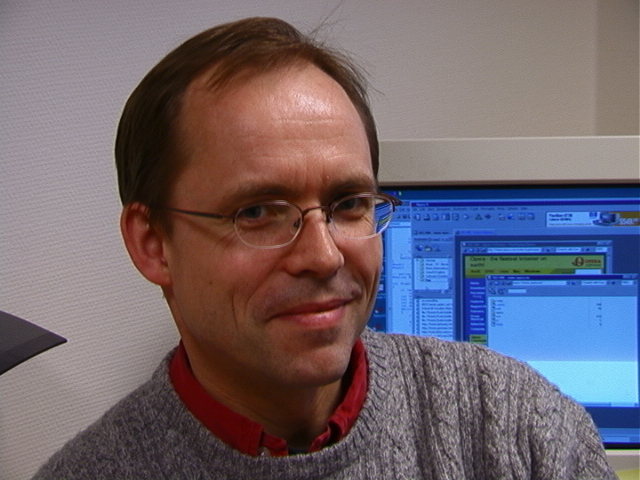
ゲイル・イヴァルセイ

ゲイル・イヴァルセイ（Geir Ivarsøy、1957年6月27日 - 2006年3月9日）は、オペラ・ソフトウェア（Opera Software ASA）の共同創設者。ノルウェー生まれ。

## 来歴
ノルウェー最大手の通信会社Telenorの研究機関に勤務。WWW 黎明期の1994年、当時のウェブブラウザがまだ発展途上であると考えていたイヴァルセイは、同僚ヨン・スティーブンソン・フォン・テッツナーと共にウェブブラウザ開発プロジェクトを開始する。会社の経営陣は興味を示さずプロジェクトは中止させられるが、二人はソフトウェアの所有権を取得し、1995年にオペラ・ソフトウェアを共同設立した。この後Operaは激しいブラウザ戦争の中でも根強い人気を誇るブラウザとなり、オペラ・ソフトウェアは500人以上の社員を擁するまでに急成長を遂げた。
1998年、マイクロソフトやネットスケープがCSS 実装に3年を費やした中、イヴァルセイは3ヶ月でOperaのCSS実装を実現させた。2004年1月に取締役の辞意を表明してからも会社に残り続け、2005年6月には会社の指名委員に選任されている。
しかし、ガンとの長き闘病の末、2006年3月9日に48歳で死去した。オペラ・ソフトウェアはイヴァルセイの功績をたたえ、Opera 9以降のバージョン情報画面右下に「Geir Ivarsøy への追悼の意をこめて。(In memory of Geir Ivarsøy.)」 というメッセージを書いている。